# Colours (chanson de Donovan)
Pour les articles homonymes, voir Colours.
Singles de Donovan
Catch the Wind
(1965) Turquoise
(1965)
Colours est une chanson écrite et interprétée par le chanteur folk écossais Donovan.

## Histoire
Colours est parue en single au Royaume-Uni en mai 1965, avec To Sing for You (extraite du premier album de Donovan, What's Bin Did and What's Bin Hid) en face B. Quelques mois plus tard, le single paraît également aux États-Unis avec une autre face B : Josie (également extraite de What's Bin Did and What's Bin Hid). Au Royaume-Uni, Colours fait aussi bien que le précédent single de Donovan, Catch the Wind, en se classant quatrième ; en revanche, aux États-Unis, la chanson n'atteint que la 61e place.
Colours est reprise sur le deuxième album de Donovan, Fairytale, sorti en octobre 1965. La version de l'album est plus courte d'une trentaine de secondes, le solo d'harmonica ayant été coupé.
Lors du Festival de folk de Newport 1965, Donovan interprète Colours en duo avec Joan Baez.
Quelques années plus tard, en 1968, une nouvelle version de Coulours, produite par Mickie Most, est enregistrée pour les besoins de la compilation Donovan's Greatest Hits, la maison de disques Epic n'ayant pu obtenir les droits sur la version originale de la chanson. Cette nouvelle version est remplacée dans les rééditions CD les plus récentes de la compilation (Epic, 1999 ; Columbia, 2002) par l'enregistrement original.

## Reprises et réutilisations
Van Dyke Parks inclut une adaptation instrumentale de Colours sur son album Song Cycle, sorti en 1968.